# Connor Chapman
Connor Edward Chapman (* 31. Oktober 1994 in Sydney) ist ein australischer Fußballspieler, welcher als Innenverteidiger für die Newcastle United Jets in der australischen A-League spielt.

## Karriere

### Kindheit und Jugend
Chapman wuchs im südlichen Western Sydney auf und trat seinem ersten Fußballverein im Alter von fünf Jahren bei. Als Zehnjähriger trat er erfolgreich dem Fußballprogramm der Westfields Sports High School bei; zudem begann er auch für die Auswahl der Southern Districts zu spielen. Im Alter von elf Jahren nahm er mit den New South Wales Primary Schools am Australian School Sports Football carnival in Darwin teil. Zwei Jahre später vertrat er Football New South Wales bei den Football Federation Australia National Youth Championships in Coffs Harbour.
Als 14-Jähriger wurde Connor Chapman zum ersten Mal in ein Trainingslager eines australischen Fußballnationalteams eingeladen, bei dem er in zwei Freundschaftsspielen gegen Japan eingesetzt wurde. Im selben Jahr erhielt er ein Stipendium der Akademie der Central Coast Mariners, da diese mit der Westfields Sports High School verbunden ist. Zudem wurde er in ein Trainingscamp der Sunderland AFC Reserve und Akademie eingeladen. Nach den Tests wurde ihm ein Platz an der Akademie des Sunderland AFC angeboten, der Transfer kam jedoch wegen Visa-Bestimmungen nicht zustanden.
Im Alter von 15 Jahren und zwei Monaten verließ er sein Zuhause, da er ein Stipendium des Australian Institute of Sport (AIS) in Canberra erhielt. In der Zeit, in der er für das AIS spielte, lief er in 32 Partien in der A-League National Youth League auf (in 23 als Kapitän).

### Verein

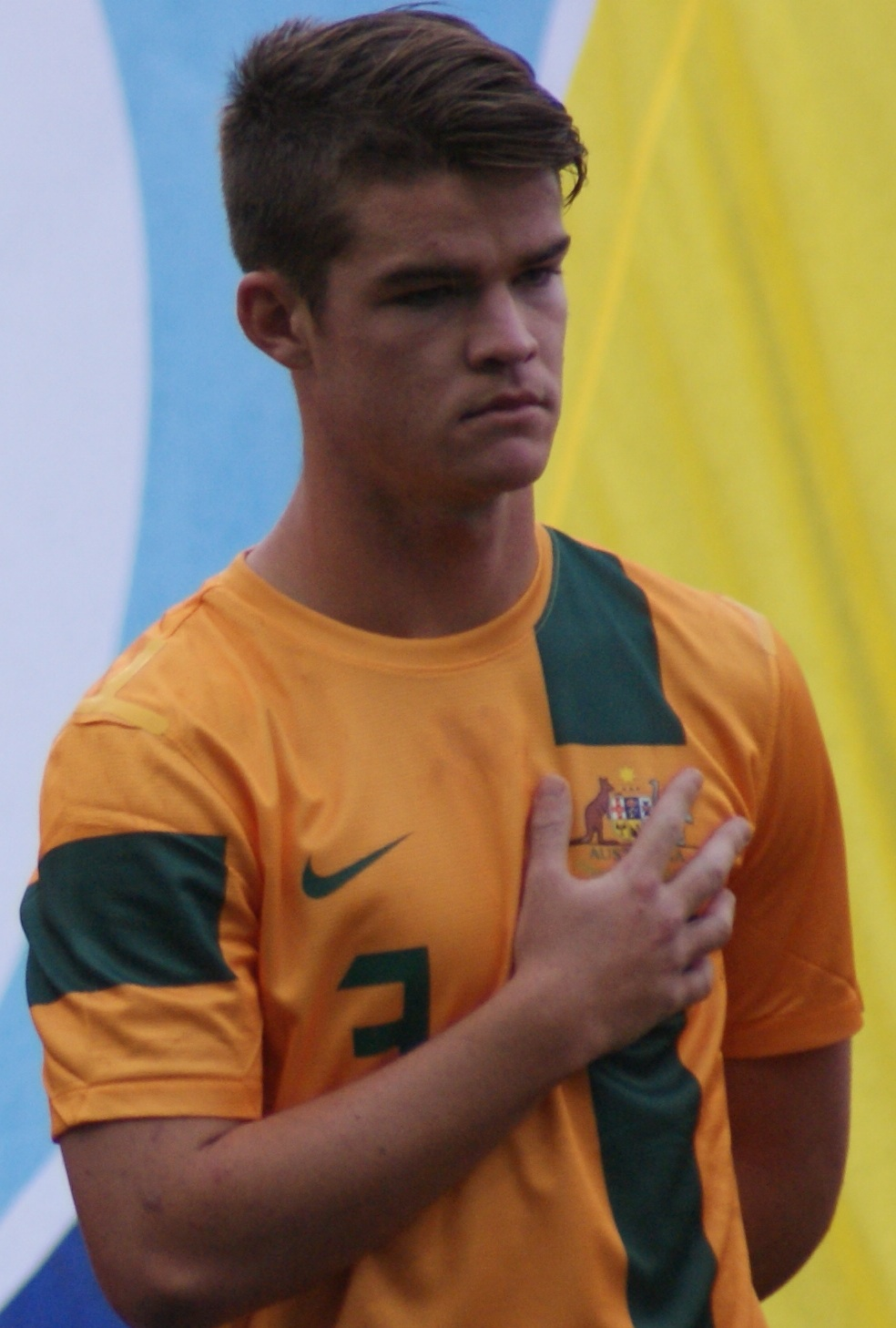
2013

Connor Chapman wechselte am 15. Januar 2012 zu den Newcastle United Jets, nachdem er einen Vertrag über zweieinhalb Jahre unterzeichnete. Am 18. Februar 2012 gab er sein Profidebüt, als er in der 79. Minute gegen Perth Glory eingewechselt wurde. Er wurde ein zweites Mal, im letzten Spiel der Saison, gegen den Sydney FC eingewechselt.
In der darauffolgenden Saison schaffte er den Durchbruch bei der ersten Mannschaft, als er von 27 Partien insgesamt 15 Spiele bestritt und zudem zweimal eingewechselt wurde. Ein Teil der übrigen Partien verpasste er, da er einige Spiele für die australische U-20 bestritt.
Im Juli 2013 wurde Connor Chapman unerwarteterweise für das A-League All Stars Game 2013 eingeladen, bei dem 20 A-League-Spieler gegen Manchester United im ANZ Stadium in Sydney antraten. Connor war der jüngste Spieler in dieser Partie, bei der er durch Coach Ange Postecoglou in der 83. Minute eingewechselt wurde.

### Nationalmannschaft
Connor spielte für die U-17-Nationalmannschaft; außerdem war er der Kapitän des australischen Teams bei der U-16-Asienmeisterschaft 2010 in Usbekistan und bei der U-17-Weltmeisterschaft 2011 in Mexiko. An diesem Turnier wurde er als einer von zwei herausragenden australischen Spieler ausgezeichnet.
Zudem vertrat er Australien auf U-20-Stufe, welches sich ungeschlagen für die U-19-Asienmeisterschaft 2012 in Malaysia qualifizierte. Außerdem kam er auch in der Qualifikation für die U-22-Asienmeisterschaft 2013 zum Einsatz, wo er sich für die Endrunde qualifizieren konnte. Im Weiteren war er auch Teil der Mannschaft, welche sich durch das Erreichen der Halbfinals bei der U-19-Asienmeisterschaft 2012 für die U-20-Weltmeisterschaft 2013 qualifizieren konnte.
Im Juni 2013 erhielt er eine Nominierung für die U-20-Weltmeisterschaft 2013. Australien schied als letzter der Gruppe C aus. Trotz der schlechten Resultate wurde weithin anerkannt, dass das Team einen schönen Fußball spielte. Zusätzlich wurde Connor als einer der herausragenden Spieler des australischen Teams ausgezeichnet.